# Tashiro (Indikator)
Tashiro ist ein Mischindikator (pH-Wert: 4,4 bis 6,2) aus Methylenblau und Methylrot. Als Lösungsmittel dient Ethanol.

## Farbindikation
- im Sauren: violett
- Umschlagspunkt (pH = 5,2): grau
- im Basischen: grün

Obwohl in der Theorie der Umschlagspunkt als farblos/grau erkennbar sein soll, ist es wie bei allen Indikatoren in der Praxis schwierig, auf den exakten Wert des Umschlagspunktes zu titrieren.